# Mirandea grisea
Mirandea grisea là một loài thực vật có hoa trong họ Ô rô. Loài này được Rzed. mô tả khoa học đầu tiên năm 1959.